# 2526 Алісарі
2526 Алісарі (1979 KX, 1971 SZ2, 1973 DF, 2526 Alisary) — астероїд головного поясу, відкритий 19 травня 1979 року.
Тіссеранів параметр щодо Юпітера — 3,184.